# Линеен гекон
Линейните гекони (Gekko vittatus) са вид дребни влечуги от семейство Геконови (Gekkonidae).
Разпространени са в източните части на Малайския архипелаг и в Океания до Палау и Соломоновите острови. Цветът им е зелен, с характерна тънка бяла ивица по дължината на гърба.